# Carl Bengts
Carl Johan Bengts,  född 2 april 1876 i Närpes, död 10 oktober 1934 i Jyväskylä, var en finlandssvensk målare. 
Bengts kom från en bondesläkt. Hans far var gästgivare.

## Biografi

### Konstnärlig utbildning
Bengts visade redan i barndomen konstnärliga anlag.  Sina första konstlektioner fick Bengts i Helsingfors av konstnären Karl Hellsten. 1895-1896 fortsatte Bengts sina studier vid Finska Konstföreningens ritskola, nuvarande Konstuniversitetets Bildkonstakademi.  Därefter gick han i Åbo ritskola, 1897–1898, där han även tog privatlektioner av Victor Westerholm.

### Karriär
Bengts fortsatte sedan sin utbildning bland annat hos Akseli Gallen-Kallela i Ruovesi 1899. Han följde 1900 med Gallen-Kallela till Paris, där han hjälpte läromästaren att måla de stora freskerna. 
Trots att Bengts var av svensk härkomst var han en stor beundrare och främjare av finsk folkkultur. Bland hans mest kända arbeten märks Stormen (1904), en målning föreställande en båt lastad med förbjuden litteratur på ett stormigt hav, och altartavlan i Kivijärvi kyrka (1931). En större utställning av Bengts konst arrangerades 1976 i Alvar Aaltomuseet i Jyväskylä. Han är representerad bland annat i Finlands nationalgalleri.
Bengts hade också anknytning till Septem, en grupp konstnärer som introducerade fransk impressionism till Finland.
Förutom sina målningar och teckningar designade Bengts möbler, mattor, bokomslag och mindre byggnader. Bland de byggnader han ritade finns en stuga och ett trämagasin i Lembois (1900); "Villa Helkavuori" i Grankulla (1907, ritad tillsammans med skulptören Alpo Sailo, och en bostad åt skidtillverkaren Julius Uusitupa (1878-1950) på Salmi Beach, nära Jyväskylä (1929).

### Aktivism
Efter år 1900 blev han aktivist mot generalguvernör Nikolaj Bobrikovs administration, en tid känd som "Ensimmäinen sortokausi" (första perioden av förtryck). Under denna tid hjälpte Bengts till med att motarbeta rysk censur genom att han smugglade in förbjuden litteratur från Sverige.

### Senare liv
Bengts förvärvade en egendom i Ekenäs, som han planerade att bruka tillsammans med sin bror Oscar, som också var målare. De fick avstå från egendomen vid första världskrigets utbrott. 1914 åkte Bengts och hans fru till Jyväskylä, där han målade stadsmotiv och interiörer. Efter kriget (1918–1927) bodde de i Kristinestad. Han återvände senare till Jyväskylä, där han dog 1934.

## Valda målningar

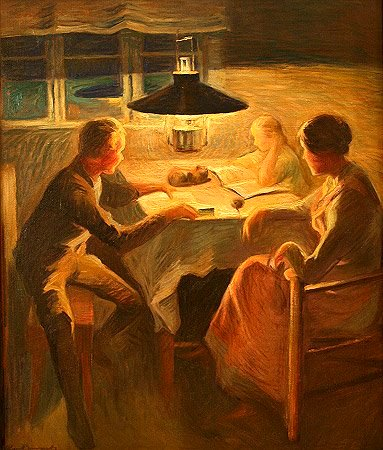
Läsning med familjen
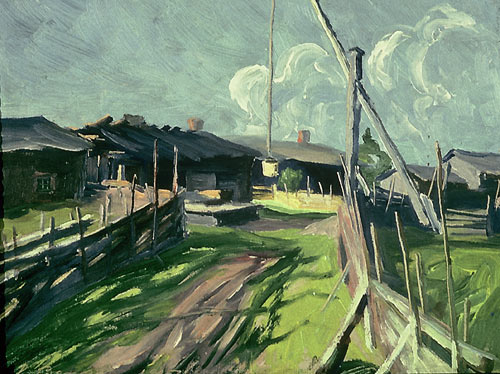
"Rossini's gränd"
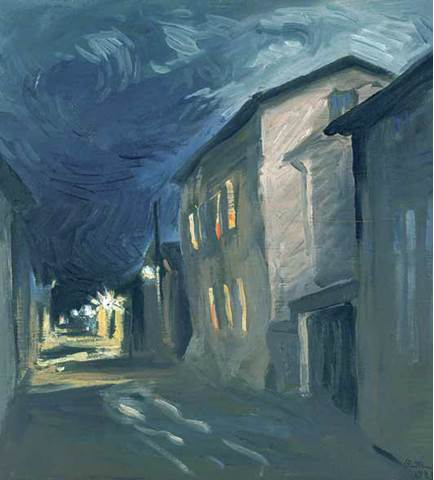
En gata på natten
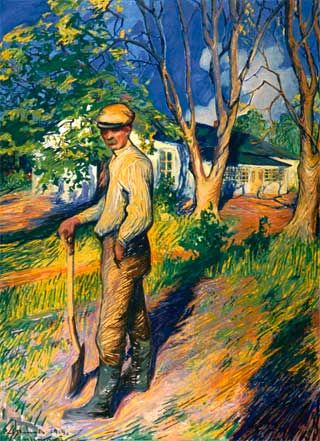
Oscar lutar sig mot en skyffel